# Codex Borgianus
De Codex Borgianus (Gregory-Aland no. T of 029, von Soden ε 5) is een van de Bijbelse handschriften. Het dateert uit de 5e eeuw en is geschreven met hoofdletters (uncialen) op perkament. De gehele Codex Borgianus bestaat uit 17 bladen (26 x 21 cm). De tekst is geschreven in twee kolommen per pagina, 26-33 regels per pagina.
De Codex bevat teksten van de Evangeliën met tal van lacunes.

## Inhoud
De Griekse tekst van de codex
Lucas
6,18-26; 18,2-9. 10-16; 18,32-19,8; 21,33-22,3; 22,20-23,20; 24,25-27; 29-31; 
 Johannes 1,24-32; 3,10-17; 4,52-5,7; 6,28-67; 7,6-8,31.
De Sahidic tekst van de codex
Lucas 6,11-18; 17,29-18,9; 18,?-42; 21,25-32; 22,12-23,11; 24,18-19; 24,21-23; 
Johannes 1,16-23; 3,2-10; 4,45-52; 6,21-58; 6,58-8,23.
De Codex Borgianus geeft de Alexandrijnse tekst weer. Kurt Aland plaatste de codex in Categorie II.

## Geschiedenis
De tekst van de codex 029 werd zorgvuldig bewerkt in 1789 door A. A. Giorgi. Andreas Birch had de Griekse tekst van 029 gecollationeerd.
Het handschrift bevindt zich in de Biblioteca Apostolica Vaticana (Borgia Coptic 109) in Rome, in New York (Pierpont Morgan M 664A), en in Parijs (BnF Copt. 129).